# マタイス・ブフリ
マタイス・ブフリ（Matthijs Büchli、1992年12月13日 - ）は、オランダの自転車競技選手。
日本の競輪には、短期登録選手制度で2015年度に初参加。2017年には大宮競輪場のバンクレコードを更新。12秒8は500m走路のレコードともなった。2019年度出場。

## 主な実績
2012-2013シーズン
- ワールドカップ
  - 第3戦ケイリン：1位
- 世界選手権
  - ケイリン：3位

2013-2014シーズン
- ワールドカップ
  - 第2戦ケイリン：4位
  - 第3戦ケイリン：1位、チームスプリント：1位
- 世界選手権
  - ケイリン：3位

2014-2015シーズン
- ワールドカップ
  - 第1戦ケイリン：7位、チームスプリント：4位
  - 第3戦チームスプリント：2位

2015-2016シーズン
- リオデジャネイロオリンピック
  - ケイリン  銀メダル

2019年
- UCIトラックサイクリングワールドチャンピオンシップス2019
  - ケイリン 1位